# Tallone
Il tallone è l'estremità posteriore del piede ed è costituito dal calcagno, una delle sette ossa del tarso. Su di esso e sul metatarso si scarica il peso del corpo, sia in posizione eretta, sia durante la deambulazione.

## Struttura
La pianta del piede è coperta da uno strato di tessuto connettivo sottocutaneo che arriva fino a 2 cm di spessore. Questo strato ha la funzione di distribuire le forze di compressione esercitate sul tallone nel movimento, e in particolare durante la fase di appoggio. Questo tessuto ha un sistema di cuscinetti che agiscono da ammortizzatori e stabilizzano la pianta del piede. I cuscinetti sono formati da tessuto fibroso coperto da uno strato di tessuto connettivo duro composto da fibre di collagene e sono saldamente fissati sia all'aponeurosi plantare che alla pelle. La pianta del piede è una delle regioni più vascolarizzate della superficie corporea.
Il tendine di Achille è il tendine muscolare dei tricipiti, la cui fa funzione principale è la flessione plantare, cioè allungare il piede verso il basso. Sono aiutati dal muscolo plantare, il cui lungo tendine è attaccato all'osso del tallone, anche se non è visibile.

## Funzione
Le forze di compressione applicate al piede sono distribuite lungo cinque raggi, tre mediali (lato dell'alluce) e due laterali (lato del mignolo). I raggi laterali si estendono sull'osso cuboide del tallone e i raggi mediali sulle tre ossa cuneiformi e sull'osso navicolare della caviglia. Poiché l'osso della caviglia è posizionato sopra l'osso del tallone, questi raggi sono adiacenti alle dita dei piedi e si sovrappongono vicino al tallone. Insieme formano gli archi del piede che sono ottimizzati per distribuire le forze di compressione su un terreno irregolare. Il tallone forma il punto di appoggio posteriore che insieme alle dita sopportano il peso dei carichi.

## Patologia
I talloni screpolati sono un problema di salute comune e possono causare infezioni. Possono essere causati dalla secchezza della pelle del piede, e dall'accumulo di pelle morta.

## Anatomia comparata
Nei mammiferi a piedi lunghi, sia gli ungulati  che quelli dotati di artigli che camminano sulle dita dei piedi (digitigradi), il tallone si trova ben al di sopra del terreno, all'apice dell'articolazione angolare ed è noto come garretto. Nei plantigradi si appoggia al suolo. Negli uccelli, il tallone è l'articolazione rivolta all'indietro che viene spesso scambiata con il ginocchio (il ginocchio reale degli uccelli è nascosto sotto il piumaggio).